# Olios similis
Olios similis là một loài nhện trong họ Sparassidae.
Loài này thuộc chi Olios. Olios similis được Octavius Pickard-Cambridge miêu tả năm 1890.